# Fernando Buzeta
Fernando Raimundo Buzeta González  (Santiago, 7 de enero de 1921 - Santiago, 26 de marzo de 1987) fue un político chileno.

## Biografía
Nació en Santiago, el 7 de enero de 1921. Hijo de Belisario Buzeta Erazo y María González Gómez. Se casó en Santiago el 24 de septiembre de 1944 con María Eyquem Burucua con quien tuvo 10 hijos.
A partir de 1931 estudió en el Colegio San Ignacio y en 1936 estuvo por un año en la Escuela Naval. Luego se integró al Instituto Andrés Bello.
En las elecciones parlamentarias de 1965 fue elegido diputado por la Séptima Agrupación Departamental "Santiago", Segundo Distrito, período 1965-1969. Integró la Comisión Permanente de Economía y Comercio.
En las elecciones parlamentarias de 1969 fue reelecto diputado por la misma Agrupación Departamental, período 1969-1973. Integró nuevamente la Comisión Permanente de Economía, Fomento y Reconstrucción.
Su primera militancia fue en el Partido Conservador, para luego integrarse en el Partido Demócrata Cristiano, al que renunció el 30 de julio de 1971. A partir de esa fecha formó parte de la Izquierda Cristiana, de la que fue uno de sus fundadores.
Falleció en Santiago el 26 de marzo de 1987.

## Historial electoral

### Elecciones parlamentarias de 1969
- Elecciones parlamentarias de 1969 para la 7.ª Agrupación Departamental, Talagante.[1]